# Brittiska mästerskapet 1891/1892
Brittiska mästerskapet 1891/1892 var den 9:e upplagan av Brittiska mästerskapet i fotboll. Bronset delades mellan Irland och Wales. 

## Tabell
| Nr | Lag       | S | V | O | F | GM | IM | MS | P |
| -- | --------- | - | - | - | - | -- | -- | -- | - |
| 1  | England   | 3 | 3 | 0 | 0 | 8  | 1  | +7 | 6 |
| 2  | Skottland | 3 | 2 | 0 | 1 | 10 | 7  | +3 | 4 |
| 3  | Irland    | 3 | 0 | 1 | 2 | 3  | 6  | −3 | 1 |
| 3  | Wales     | 3 | 0 | 1 | 2 | 2  | 9  | −7 | 1 |

## Matcher
|  | 27 februari 1892 | Wales          | 1 – 1 | Irland           | Penrhyn Park |        |
|  |                  | Benjamin Lewis |       | Olphie Stanfield | Bangor       | Bangor |
|  |                  |                |       |                  | Bangor       | Bangor |
|  |                  |                |       |                  | Bangor       | Bangor |

|  | 5 mars 1892 | Wales | 0 – 2 | England                          | Racecourse Ground |         |
|  |             |       |       | Arthur Henfrey Rupert Sandilands | Wrexham           | Wrexham |
|  |             |       |       |                                  | Wrexham           | Wrexham |
|  |             |       |       |                                  | Wrexham           | Wrexham |

|  | 5 mars 1892 | Irland | 0 – 2 | England       | Solitude |         |
|  |             |        |       | ×2 Harry Daft | Belfast  | Belfast |
|  |             |        |       |               | Belfast  | Belfast |
|  |             |        |       |               | Belfast  | Belfast |

|  | 19 mars 1892 | Irland                                   | 2 – 3   | Skottland                                           | Solitude                                           |                                                    |
|  |              | James Williamson 42′ George Gaffikin 86′ | (1 – 2) | 17′ Alex Keillor 28′ William Lambie 70′ James Ellis | Belfast Publik: 10 500 Domare: John Taylor (Wales) | Belfast Publik: 10 500 Domare: John Taylor (Wales) |
|  |              |                                          |         |                                                     | Belfast Publik: 10 500 Domare: John Taylor (Wales) | Belfast Publik: 10 500 Domare: John Taylor (Wales) |
|  |              |                                          |         |                                                     | Belfast Publik: 10 500 Domare: John Taylor (Wales) | Belfast Publik: 10 500 Domare: John Taylor (Wales) |

|  | 26 mars 1892 | Skottland                                                                         | 6 – 1   | Wales              | Tynecastle Stadium                               |                                                  |
|  |              | William Thomson 1′ James Hamilton 8′, 65′ John McPherson 15′, 44′ Davie Baird 55′ | (4 – 0) | 87′ Benjamin Lewis | Edinburgh Publik: 600 Domare: John Reid (Irland) | Edinburgh Publik: 600 Domare: John Reid (Irland) |
|  |              |                                                                                   |         |                    | Edinburgh Publik: 600 Domare: John Reid (Irland) | Edinburgh Publik: 600 Domare: John Reid (Irland) |
|  |              |                                                                                   |         |                    | Edinburgh Publik: 600 Domare: John Reid (Irland) | Edinburgh Publik: 600 Domare: John Reid (Irland) |

|  | 2 april 1892 | Skottland     | 1 – 4   | England                                                       | Ibrox Park                                            |                                                       |
|  |              | Jack Bell 80′ | (0 – 4) | 1′ Edgar Chadwick 20′, 26′ Johnny Goodall 25′ Jack Southworth | Glasgow Publik: 20 000 Domare: John Smith (Skottland) | Glasgow Publik: 20 000 Domare: John Smith (Skottland) |
|  |              |               |         |                                                               | Glasgow Publik: 20 000 Domare: John Smith (Skottland) | Glasgow Publik: 20 000 Domare: John Smith (Skottland) |
|  |              |               |         |                                                               | Glasgow Publik: 20 000 Domare: John Smith (Skottland) | Glasgow Publik: 20 000 Domare: John Smith (Skottland) |